# Duobrachium sparksae
Duobrachium sparksae — вид реброплавів. Описаний у 2020 році.

## Назва
Вид названий на честь Елізабет Енн Спаркс, дружини Майкла Форда — одного з авторів таксона.

## Відкриття
Його було виявлено та ідентифіковано лише на основі відеозаписів трьох зразків після того, як їх спостерігав глибоководний робот Deep Discoverer, який експлуатувався Національним управлінням океанічних і атмосферних досліджень США. Вперше його було виявлено 10 квітня 2015 року в амфітеатрі Аресібо підводного каньйону Гуаятака на глибині 3910 метрів на північному заході від узбережжя Пуерто-Рико.

## Опис
Тварина прямокутної форми у повздовжньому розрізі, але овальну в попередній площини. Вона має два довгих плеча, які виступають із боків тіла і тягнуться донизу. Вони сягають третини від довжини тіла. Ці плечі містять висувні щупальця завдовжки приблизно 30–56 см.